# Enrique Perales
Enrique Perales del Río (Ica, Perú, 18 de enero de 1914 - Lima, Perú, 27 de octubre de 2002) fue un futbolista peruano, se desempeñaba en la posición de defensa central.

## Biografía
Enrique Perales, conocido también como El Capitán Gomina, nació en la ciudad de Ica el 18 de enero de 1914. Fue el hermano mayor de los también futbolistas Agapito Perales y Constantino Perales, siendo figuras del Deportivo Municipal en la época denominada Los Tres Gatitos.

## Trayectoria
Se inició en el Club Sport Victoria de la ciudad de Ica, en 1938 es contratado por el Club Universitario de Deportes, en 1939 obtiene su primer campeonato como profesional, permaneció en el equipo crema solo hasta 1940. En 1941 llega al Deportivo Municipal, logrando salir campeón con el cuadro edil en el año 1943, permaneció en dicho club hasta el año 1948. Ese mismo año inicia su primera experiencia internacional, llegando a jugar en el Club Deportivo Oro de México. En 1949 vuelve a Sudamérica para jugar en el Deportivo Independiente Medellín de Colombia, permaneciendo hasta 1951, es en este año cuando logra un récord junto a sus hermanos Agapito y Constantino, los tres hermanos Perales jugaron esa misma tarde para el DIM.

## Selección nacional
Sus buenas actuaciones hicieron que sea convocado a la Selección Peruana de Fútbol. Hizo dupla con Arturo Fernández y acabó teniendo la responsabilidad de la capitanía en el Campeonato Sudamericano 1939 donde Perú se consagró por primera vez campeón Sudamericano.

## Clubes
| Club                             | País     | Año         |
| -------------------------------- | -------- | ----------- |
| Sport Victoria                   | Perú     | 1936 - 1937 |
| Universitario de Deportes        | Perú     | 1938 - 1940 |
| Deportivo Municipal              | Perú     | 1941 - 1948 |
| Club Deportivo Oro               | México   | 1948 - 1949 |
| Deportivo Independiente Medellín | Colombia | 1949 - 1951 |

## Palmarés

### Campeonatos nacionales
| Título                       | Club                      | País | Año  |
| ---------------------------- | ------------------------- | ---- | ---- |
| Campeonato Peruano de Fútbol | Universitario de Deportes | Perú | 1939 |
| Campeonato Peruano de Fútbol | Deportivo Municipal       | Perú | 1943 |

### Copas internacionales
| Título                  | Equipo             | País | Año  |
| ----------------------- | ------------------ | ---- | ---- |
| Campeonato Sudamericano | Selección del Perú | Perú | 1939 |